# A Funny Thing Happened on the Way to the Forum
A Funny Thing Happened on the Way to the Forum é um filme produzido nos Estados Unidos e Reino Unido e lançado em 1966, sob a direção de Richard Lester.